# DEFB129
DEFB129‏ (Defensin beta 129) هوَ بروتين يُشَفر بواسطة جين DEFB129 في الإنسان.